# Hans von Werthern
Hans von Werthern, auch von Werther und von Werterde, (* 24. Juni 1443 in Stolberg (Harz); † 9. Juli 1533 in Wiehe) war Ritter, Reichs-Erbkammertürhüter, Geheimer Rat der regierenden Herzöge von Sachsen und des Grafen zu Stolberg sowie Amtmann zu Gebesee, Weißenfels und Freyburg (Unstrut). Er war Erbherr auf Schloss Wiehe, erwarb 1498 die Herrschaft Brücken (Helme), 1505 Gut Frohndorf mit Großneuhausen und Bachra sowie 1519 Beichlingen. Er ist der Stammvater aller noch blühenden Linien seines Geschlechts und wird aufgrund der zahlreichen Besitzmehrungen der Reiche genannt.

## Leben
Er entstammte dem thüringischen Adelsgeschlecht von Werthern und war ein Sohn des Ritters Dietrich von Werthern († 1470) und der Elisabeth von Hoym († 1480). Sein Vater hatte 1452 Wiehe gekauft und dadurch überregionale Bedeutung erlangt. Hans von Werthern trat nach seiner Ausbildungszeit als Geheimer Rat in die Dienste der wettinischen Herzöge Wilhelm, Albrecht und Georg von Sachsen. 1482 wird Hans von Werther auch als heimlicher Rat des Grafen Heinrich zu Stolberg bezeichnet.
1477 wird er als Amtmann zu Gebesee genannt, danach war er 48 Jahr als Amtmann in Weißenfels tätig, bevor er die letzten Lebensjahre als Amtmann in Freyburg tätig war. In dieser Zeit wird er auch als Verweser und Statthalter von Thüringen bezeichnet.
Die Kaiser Maximilian I. und Karl V. bestätigten ihm 1494, 1514 und 1521 das Amt der Reichserbkammertürhüters, das seiner Familie im Jahre 1086 verliehen worden war.
1487 erwarb er das Gut Allerstedt sowie 1498 von Christoph von Witzleben Schloss und Herrschaft Brücken (Helme) und erlangte die kaiserliche Stadtrechtsverleihung an Brücken am 3. September 1518. Zu der späteren Herrschaft Brücken gehörten auch Hohlstedt und die Wüstungen Garsfeld und Stetten.
Graf Heinrich zu Stolberg bewilligte, dass die beiden zur Herrschaft Frohndorf gehörenden Dörfer Backleben und Bachra am 19. März 1491 an seinen früheren Rat, den nunmehr herzoglich-sächsischen Amtmann in Weißenfels und Freyburg, Ritter Hans von Werthern auf Wiehe, für 2.900 Rheinische Gulden verkauft werden konnten. Bedingung dieses Verkaufes war es, dass Graf Heinrich das Recht haben sollte, beide Dörfer innerhalb von zehn Jahren wiedereinzulösen und der Gräfin dafür das Schloss Roßla als Entschädigung eingeräumt wurde. Nachdem Hans von Werthern am 2. Oktober 1500 die Wiederkaufsfrist für Bachra und Backleben um ein Jahr verlängert hatte, muss der Rückkauf von gräflicher Seite noch am Jahresende zustande gekommen sein, denn Herzog Georg von Sachsen belehnte Graf Heinrich d. Ä. und dessen beiden Söhne Heinrich d. J. und Botho am 28. Januar 1501 in Meißen mit beiden Dörfern, erweitert um die Ortschaften Schillingstedt, Dermsdorf und Ellersleben. Ritter Hans von Werthern muss jedoch starkes Interesse an diesem Besitz gefunden haben, denn er bewog Graf Heinrich d. Ä. zu Stolberg, ihm am 29. März 1502 das Vorzugsrecht bei einem etwaigen neuen Verkauf von Bachra und Backleben einzuräumen.
Letztendlich verkauften am 5. März 1505 aufgrund drückender Schuldenlast die Stolberger Grafen das Schloss Frohndorf nebst allem Zubehör für 27.000 Gulden an den Ritter und Weißenfelser Amtmann Hans von Werthern. Zum Zubehör zählten damals neben Frohndorf die Ortschaften Groß- und Kleinneuhausen, Groß- und Wenigenorlishausen, Ellersleben, Battgendorf, Dermsdorf und Schillingstedt sowie 14 weitere Dörfer. Am 23. Mai bestätigt Herzog Georg von Sachsen den oben genannten Kaufvertrag, durch den das gräfliche Haus Stolberg auf Dauer einen wichtigen Stützpunkt im von den Wettinern beherrschten Thüringer Becken verlor. Ganz aus der Hand gaben die Stolberger die Herrschaft Frohndorf jedoch nicht. Hans von Werthern wurde mit dem Kauf lediglich ein Afterlehnsträger und die Stolberger ließen sich in den folgenden Jahrzehnten regelmäßig die Belehnung über Frohndorf durch die kurfürstliche Kanzlei und den Lehnhof Dresden erneuern.
Im Jahre 1519 kaufte Hans von Werthern das Schloss und die Grafschaft Beichlingen von Graf Adam von Beichlingen. Als letzten Kauf erwarb er 1528 das Dorf Leubingen, in welchem das örtliche Rittergut bis 1945 im Besitz der Familie blieb. Auf Grund der umfangreichen Besitzerwerbungen wurde er auch der reiche und glückselige genannt.
Die Grablege der Familie, wo auch Hans von Werthern beigesetzt wurde, befindet sich in St. Anna in Frohndorf.

### Liste der Erwerbungen
- 1487 halbes Schloss Allerstädt mit denen Vorwerken und Dörfern Zeisdorf, Rothenberga und Bernsdorf (Finneland) samt zugehörigem Wald
- 1501 Schloss, Stadt und Herrschaft Brücken mit den Dörfern Hohlstedt, Garsstädt und Stetten (heute wüst) samt Wald von Christoph von Witzleben
- 1505 Schloss und Herrschaft Frohndorf nebst deren Dörfern Groß- und Wenigenorlishausen, Großneuhausen, Kleinneuhausen, Ellersleben, Bachra, Rettgenstädt, Backleben, Battgendorf, Dermsdoorf und Schillingstedt mit allem Zugehörigen
- 1519 Schloss und Herrschaft Beichlingen
- 1521 halbes Dorf Werningerode
- 1528 Schultheissen-Amt in der Stadt Kölleda und Dorf Leubingen

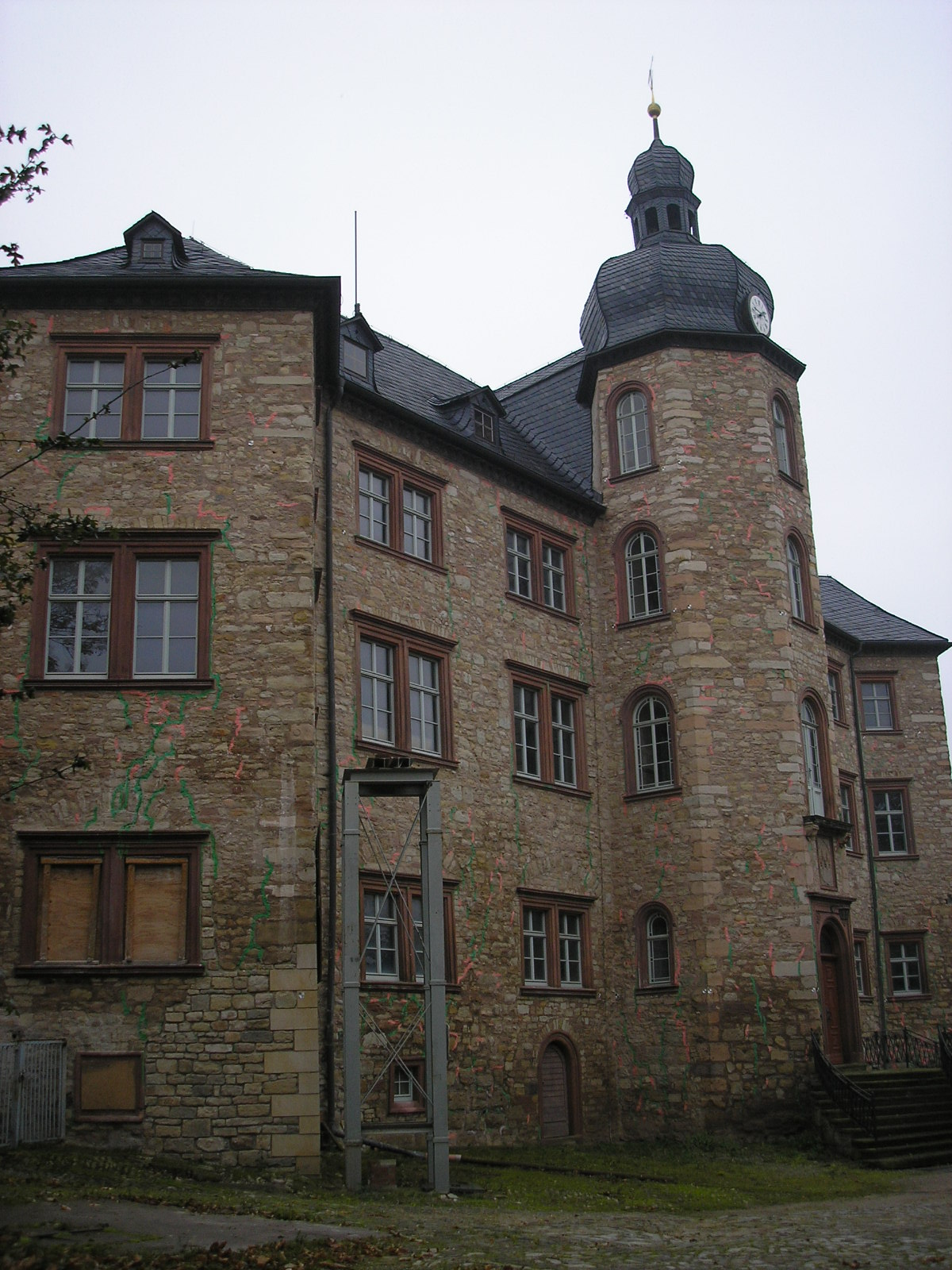
Schloss Wiehe
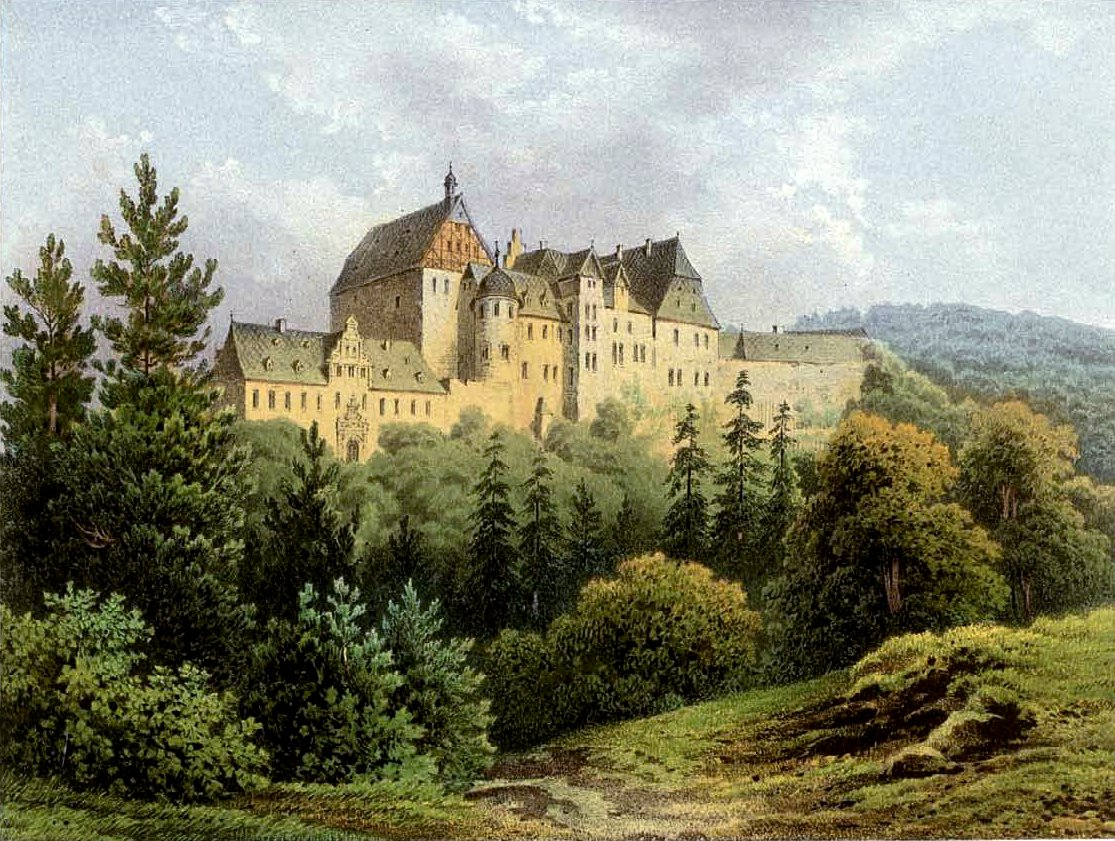
Schloss Beichlingen

## Ehen und Nachkommen
Hans von Werthern war dreimal verheiratet:
1. am 26. August 1460 in Wiehe mit Susanne von Seebach († 1464), kinderlos
2. am 24. Juni 1465 in Wiehe mit Elisabeth von Hopffgarten auf Mülverstedt († 17. August 1485). Aus dieser Ehe stammen die Kinder Georg (1466–1537), Dietrich (1468–1536) und Hans der Jüngere (1470–1534) und die Töchter Elisabeth († 1519), Margaretha († 1510) und Elisabeth († 1485)
3. am 12. November 1488 in Wiehe mit Elisabeth von Schönberg verw. von Miltitz.

| Personendaten    | Personendaten                                                      |
| ---------------- | ------------------------------------------------------------------ |
| NAME             | Werthern, Hans von                                                 |
| KURZBESCHREIBUNG | deutscher Ritter, Geheimer Rat der regierenden Herzöge von Sachsen |
| GEBURTSDATUM     | 24. Juni 1443                                                      |
| GEBURTSORT       | Stolberg (Harz)                                                    |
| STERBEDATUM      | 9. Juli 1533                                                       |
| STERBEORT        | Wiehe                                                              |